# Weronika Leonidowna Woronina
Weronika Leonidowna Woronina (russisch Вероника Леонидовна Воронина; * 30. Apriljul. / 13. Mai 1910greg. in Kowrow; † 4. August 2000 in Moskau) war eine sowjetische bzw. russische Architektin und Historikerin.

## Leben
Woroninas Vater Leonid Nikolajewitsch Woronin (1881–1960) war Orientalist und Architekt und lebte nach dem Bürgerkrieg in Zentralasien. Der Großvater Nikolai Alexejewitsch Woronin war Kaufmann mit eigenem Haus und Ladengeschäft in Wladimir. Ihr Vetter Nikolai Woronin war Historiker und Ehrenbürger Wladimirs.
Woronina begann 1929 das Studium am Taschkenter Zentralasiatischen Institut für Baumwollanbau und Irrigation in der Bauwesen-Fakultät. 1932 wechselte sie zum Moskauer Architektur-Institut (MArchI), wo sie das Studium 1935 abschloss.
Ab 1935 arbeitete Woronina als Architektin in Moskau in der 2. Werkstatt des Volkskommissariats für Schwerindustrie. 1936 wurde sie Assistentin am Lehrstuhl für Projektierung des Zentralasiatischen Industrie-Instituts in Taschkent. Sie wurde 1937 Mitglied des Verbands der  Architekten der UdSSR und Architektin im Taschkenter Projektierungsbüro Taschgorprojekt.
Woronina wurde 1940 wissenschaftliche Senior-Mitarbeiterin des Forschungsinstituts für Kunstwissenschaft der Usbekischen SSR und gehörte ab 1942 zur Usbekischen Gruppe der Akademie der Architektur der UdSSR. Sie beteiligte sich an Expeditionen in Choresmien, Sogdien, Ustruschana und im Schaschgebiet. Sie verteidigte 1943 in Taschkent ihre Dissertation über die Architektur der usbekischen Wohnbauten mit Erfolg für die Promotion zur Kandidatin der Architektur. Darauf war sie Sektor-Leiterin im Forschungsinstitut für Kunstwissenschaft. Im Baugebiet des Farchad-Wasserkraftwerks des Syrdarja in der Provinz Sirdaryo beteiligte sie sich 1944 an Ausgrabungen einer Siedlung bei Bekobod unter der Leitung Wiktor Gaidukewitschs. Sie nahm 1945–1946 an den Arbeiten der archäologischen Choresmien-Expedition unter der Leitung Sergei Tolstows teil und 1946 an den Ausgrabungen der alten Stadt Pandschakent am Serafschan der tadschikischen archäologischen Expedition unter der Leitung Alexander Jakubowskis.
Nach dem Ende des Deutsch-Sowjetischen Kriegs arbeitete Woronina ab 1946 in Moskau im Zentralen Forschungsinstitut für Architekturtheorie und -geschichte. Sie führte 1952 eine Touristenreise in die Volksrepublik China durch. Im Moskauer Miklucho-Maklai-Institut für Ethnographie der Akademie der Wissenschaften der UdSSR (AN-SSSR, seit 1991 Russische Akademie der Wissenschaften (RAN)) verteidigte sie 1961 ihre Doktor-Dissertation über Probleme einer frühmittelalterlichen Stadt Zentralasiens nach archäologischen Daten mit Erfolg für die Promotion zur Doktorin der historischen Wissenschaften 1962. In den 1960er Jahren untersuchte Woronina im Auftrag des Zentralen Forschungsinstituts für Architekturtheorie und -geschichte in Fernost die japanische Architektur auf Südsachalin und den Kurilen. Sie beteiligte sich 1968 an den Arbeiten der Fergana-Expedition unter der Leitung Natalja Gorbunowas.